# Solomon Halfon
Solomon Halfon (n. 1790 – d. 1862) a fost un bancher evreu muntean.
Solomon Halfon era evreu de rit spaniol, fundatorul Băncii Halfon, tovarășul lui Hillel Manoah, unul din pașopiștii munteni, numit în Sfatul orășenesc al Capitalei.
Solomon Halfon, alături de Barbu Iscovescu, Davicion Bally și mulți alți evrei, a participat la revoluția pașoptistă din Țara Românească.
Fii lui Solomon Halfon, Avram Halfon și Iosef Nissim Halfon, iar după ei, Solomon I. Halfon au continuat dinastia de bancheri evrei români.